# نيشان القديس يعقوب صاحب السيف

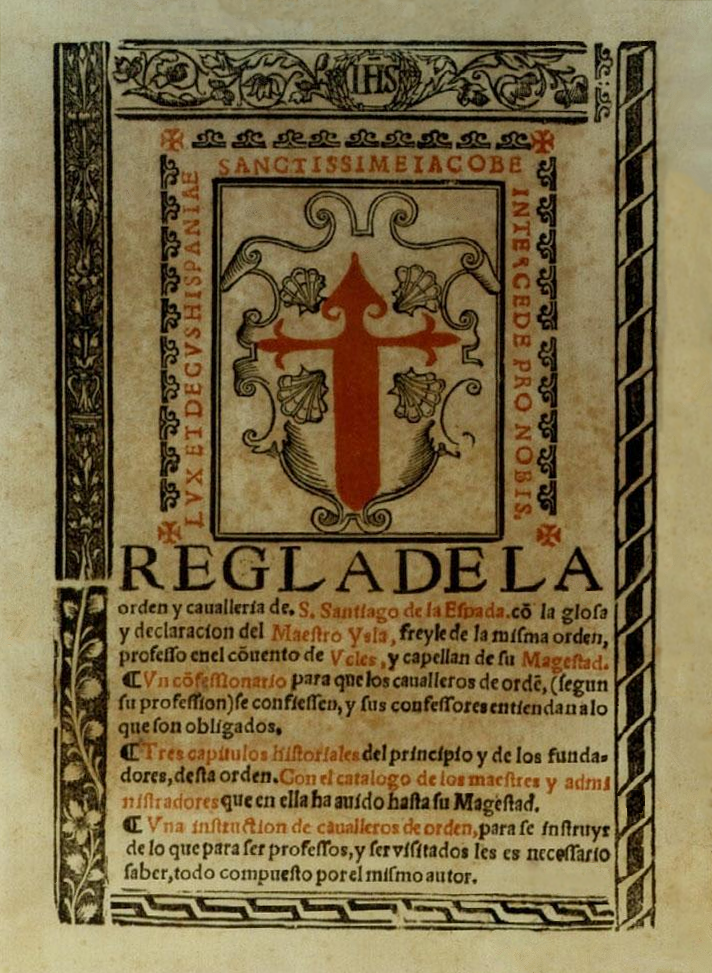
حكم النيشان كاباليريا من اس.سانتياغو دي لا إسبادا لمعان وإعلان ماجستير يسلا (1547).

نيشان القديس جيمس السيف العسكري القديم والأكثر نبلا وتنويرا، والجدارة العلمية والأدبية والفنية (بالبرتغالية: Antiga, Nobilíssima e Esclarecida Ordem Militar de Sant'Iago da Espada, do Mérito Científico, Literário e Artístico‏)، قبل 1910 أمر ملكي العسكرية سانت جيمس السيف (البرتغالية: Real Ordem Militar de Santiago da Espada) هو البرتغالي أجل الفروسية.

## تاريخ
تأسس نيشان القديس جيمس في مملكة ليون حوالي عام 1170، على الأرجح بأمر من شرائع أوغسطينوس بانتظام لمرافقة الحجاج إلى ضريح القديس جيمس الأكبر في سانتياغو دي كومبوستيلا. لكن الملك فرديناند الثاني ملك ليون سرعان ما أقامها لتحصين الحدود الجنوبية لمدينة ليون ضد موحدي الأندلس. في عام 1170، منح فرديناند الثاني النيشان الجديد لقلاع كاسيريس ومونفراغي، التي صودرت من جيرالد الخائف في عام 1169، وستقدم المزيد من التبرعات بعد ذلك. سرعان ما كان النيشان الليوني الجديد يعمل في الممالك المجاورة. منحهم ابن أخيه، ألفونسو الثامن ملك قشتالة، قلاع مورا وأوريجا عام 1171، ودمج فرسان سانتياغو مع الأخوة القشتالية الأقدم لفرسان أفيلا عام 1172.
تم اعتماد إنشاء نيشان سانتياغو من قبل المندوب البابوي الكاردينال هياسينثوس من أكاردو في زيارة إلى أيبيريا في 1172-73. تم تأكيد الموافقة على الأمر بعد ثلاث سنوات من قبل البابا ألكسندر الثالث في ثور صدر في يوليو 1175.
في يناير 1174، منحهم ألفونسو الثامن قلعة أوكليس، والتي ستصبح فيما بعد مقرًا لأمر سانتياغو ككل بعد إعادة توحيد ليون وقشتالة في عام 1230.
توسعت المنظمة إلى البرتغال عندما تبرع ملك البرتغال أفونسو الأول بأرودا دوس فينوس في يونيو 1172. تبع ذلك تبرعات من قلعة مونسانتو في سبتمبر 1173 وأبرانتيس في سبتمبر 1174. بالنظر إلى العلاقات السيئة بين أفونسو وفيرديناند الثاني، فإن وصول رتبة ليوني إلى البرتغال كان مفاجئًا بعض الشيء. توقع بعض المؤرخين أن أفونسو كان يحاول استغلال الخلاف بين سيد النيشان الكبير بيدرو فرنانديز والملك فرديناند الثاني، ولكن من المحتمل أن دخول الأمر كان جزءًا من بعض الاتفاقات الدبلوماسية بين الملكين.  ومع ذلك، فإن وثائق التبرع تحدد بوضوح اسم رودريغو ألفاريز كمسؤول عن جميع التبرعات البرتغالية الثلاثة. على الرغم من كونه فارسًا مؤسسًا لسانتياغو، إلا أن رودريغو ألفاريز كان معروفًا بعدم رضاه عن قواعده (استقال ألفاريز بعد فترة وجيزة ووجد نيشان ماونت جوي المنفصل الخاص به في أراغون). لذلك فمن المحتمل أن أفونسو ربما كان يحاول تشجيع التحول أو الانقسام في النيشان بالفعل في هذه المرحلة. يكشف تأسيس نيشان إيفورا (نيشان آفيز المستقبلي) في 1175/76 عن اهتمام أفونسو الشديد بترتيب برتغالي أصلي.

### الطرد من البرتغال
مهما كانت نوايا الدعوة الأصلية، من الواضح أن فرسان سانتياغو لم يلبوا توقعات أفونسو. استعاد التاج مونسانتو في عام 1174، وفي عام 1179 طرد أفونسو نيشان سانتياغو من البرتغال وألغى جميع تبرعاتهم، نتيجة للحرب التي اندلعت بين البرتغال وليون في ذلك العام.

### العودة إلى البرتغال
في عام 1186، بعد وفاة أفونسو الأول، تبرع الملك سانشو الأول ملك البرتغال لأمر سانتياغو بالسيطرة البرتغالية لبالميلا وألمادا وألكاسير دو سال، وكلها في منطقة سيتوبال، جنوب لشبونة)، مما يشير إلى عودتهم. ولكن في 1190-1191، تم احتلال القلاع الثلاثة في هجوم قاده الخليفة الموحد يعقوب المنصور. تم انتشالهم في وقت ما بين 1194 و 1204. أسس نظام سانتياغو مقره البرتغالي في بالميلا قبل وقت قصير من عام 1210، وبشكل نهائي بحلول عام 1212.
كان بايو بيريس كورييا أحد أبرز الفرسان البرتغاليين في سانتياغو. بين عامي 1234 و 1242، قادت كوريا غزو الكثير من الأراضي المغاربية الجنوبية لبايكسو ألينتيخو والغارف. في عام 1242، رُقي بايو بيريس كورييا إلى رتبة السيد الكبير في نيشان سانتياغو، وهو البرتغالي الوحيد المعروف الذي يحمل اللقب الأعلى للنظام القشتالي.
في عام 1249، ساعد بايو بيريز كوريا وجماعة سانتياغو أفونسو الثالث من البرتغال في اكتساح ممتلكات مغاربية النهائية في الغارف. تم توسيع ممتلكات نيشان سانتياغو في البرتغال وتأكيدها من قبل أفونسو الثالث في عام 1255.

### نيشان سانتياغو البرتغالي
بعد وفاة كورييا عام 1275، عادت جماعة سانتياغو بقوة إلى أيدي القشتالية. وهكذا، في عام 1288، فصل ملك البرتغال دينيس الفرع البرتغالي عن النيشان القشتالي - الليوني. هذا ما أكده البابا يوحنا الثاني والعشرون عام 1320. خلال أزمة الخلافة البرتغالية 1383-1385، دعم د. فرناندو أفونسو دي ألبوكيرك، سيد نيشان سانتياغو في البرتغال، ترشيح جون، سيد أفيز، وعمل لفترة وجيزة كسفير جون في المحكمة الإنجليزية.
بعد أن أصبح ملكًا، بعد أن وزع الكثير من الأراضي الملكية واستولى على الأرض لمكافأة أنصاره، ترك الملك جون الأول ملك البرتغال مع ديمسني ملكي ضئيل، غير كافٍ للحفاظ على العديد من أبنائه مع أسر أميرية. لكن المجالات الغنية الواسعة للأوامر العسكرية كانت خيارًا بديلاً. وضع جون عقله على الفور في الحصول على سيادة جميع الأوامر العسكرية الرئيسية في البرتغال لعائلته.
في عام 1418، حصل جون على نيشان سانتياغو لابنه جون ريجينجوس، شرطي البرتغال المستقبلي. في عام 1420، حصل على سيادة نيشان المسيح (فرسان الهيكل سابقًا) لابن آخر، هنري الملاح. بعد وفاته في عام 1433، تم تسليم نيشان أفيز الخاص بجون الأول (فرع كالاترافا السابق) إلى الابن الثالث، فرديناند القديس. ستبقى سيادة الرتب الثلاثة الرئيسية - سانتياغو والمسيح وأفيز - في أيدي أمراء العائلة المالكة (الأطفال) لجزء كبير من القرن المقبل.
بعد وفاة جون ريجينجوس عام 1442، عين شقيقه، الأمير بيتر من كويمبرا، نجل جون ديوغو رئيسًا لسانتياغو. لكن ديوغو توفي في غضون عام، لذلك نقل بيتر السيادة إلى ابن أخيه، إنفانتي فرديناند، دوق بيجا، الأخ الأصغر للملك البرتغالي أفونسو الخامس. هذا ما أكده البابا يوجين الرابع عام 1444. في 1452 غير مؤكد الموقع الرسوليه الثور السابق، البابا نيكولاس الخامس أكد مرة أخرى تعيين فرديناند ووضع حد نهائي للأسئلة (حتى ذلك الحين لا تزال تثار من قبل قشتالة) حول الحكم الذاتي للفرع البرتغالي من سانتياغو.

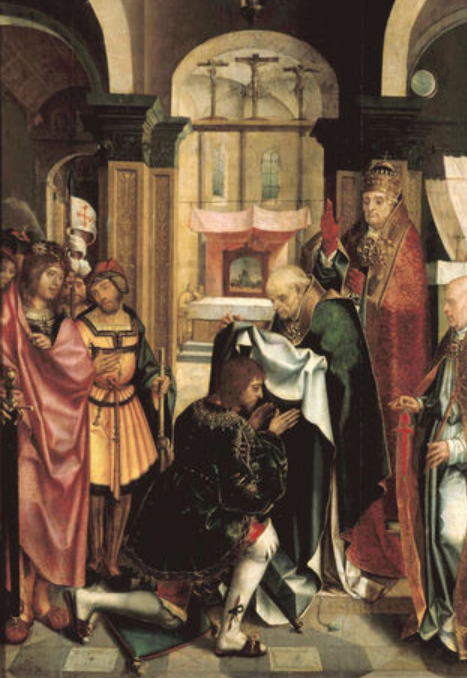
جواو فرنانديز، لورد لورينها، أول سيد كبير في الترتيب

عند وفاة هنري الملاح في عام 1460، انتقل لقب دوق فيسيو وسيادة نيشان المسيح إلى إنفانتي فرديناند، الوريث المعين لهنري. كان فرديناند في وضع غير عادي حيث كان يحمل أمرين عسكريين رئيسيين، ولكن صدق البابا بيوس الثاني على هذا في عام 1461. 
عند وفاة إنفانتي فرديناند عام 1470، ورث ابنه الأكبر، جواو، دوق فيسيو، جميع ألقابه، بما في ذلك أوامر المسيح وسانتياغو. ولكن توفي جواو المريض بعد عامين فقط، في عام 1472. تم فصل سيادة الأوامر مرة أخرى بعد ذلك: أصبح شقيق جواو الأصغر، ديوغو، دوق فيسيو سيد نيشان المسيح، في حين أن نيشان سانتياغو انتقل إلى صهره، إنفانتي جون، الابن الأكبر ووريث أفونسو الخامس ملك البرتغال. (كان جون قد تزوج مؤخرًا من ابنة إنفانتي فرديناند، إليانور من فيسيو).
مع صعود إنفانتي جون ملك البرتغال يوحنا الثاني عام 1481، ارتفعت معه ثروات نيشان سانتياغو. في ذلك الوقت، كانت نيشان المسيح، بممتلكاتها الشاسعة (بما في ذلك جزر المحيط الأطلسي)، هي أغنى وأقوى نظام عسكري في البرتغال. لمحاربة نفوذهم، قام جون الثاني، أمير مركزية، بالتركيز على نيشان سانتياغو ونشره على نفقتهم.
كان نيشان المسيح خارج أعمال الاستكشاف منذ وفاة الأمير هنري عام 1460. نتيجة لذلك، قدمت نيشان سانتياغو نصيبًا أكبر من الفرسان لقائمة الحملات الجديدة التي نظمها يوحنا الثاني في ثمانينيات القرن التاسع عشر.
أوقعت وفاة الابن الشرعي الوحيد ليوحنا الثاني ووريثه الأمير أفونسو عام 1491 المملكة في أزمة خلافة، حيث تركت يوحنا الثاني مع خليفة شرعي واحد فقط، ابن عمه وصهره، مانويل، دوق بيجا. أصبح مانويل البيجا سيد نيشان المسيح في عام 1484 (بعد وفاة أخيه ديوغو ديوغو من فيسيو). لم يثق يوحنا الثاني في مانويل، واعتقد أنه قد يهدر مكاسبه التي تحققت بشق الأنفس. نتيجة لذلك، أطلق يوحنا الثاني حملة لإضفاء الشرعية على ابنه الطبيعي، خورخي دي لينكاستر، وريثًا للملكية. من البابا إنوسنت الثامن، تلقى يوحنا الثاني الإذن بتعيين خورخي دي لينكاستر في منصب رئيس نيشان سانتياغو في أبريل 1492 (وأيضًا مدير نيشان أفيز). ومع ذلك، رفض البابا إضفاء الشرعية على ولادته، ونتيجة لذلك، عند وفاة يوحنا الثاني عام 1495، صعد دوق بيجا مانويل الأول ملك البرتغال.
في العقد الأول من حكم مانويل، كان د. خورخي دي لينكاستر زعيمًا لما يمكن تسميته بالمعارضة السياسية لمانويل، والتي تتألف في الغالب من الموالين للراحل يوحنا الثاني. كان نيشان سانتياغو هو قاعدة قوته، وكانت قلعته في بالميلا بمثابة شيء أقرب إلى محكمة منافسة «بديلة».

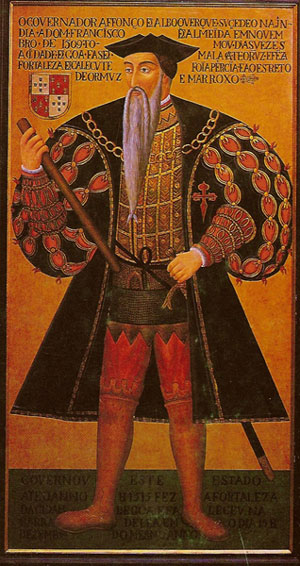
أفونسو دي ألبوكيرك، الحاكم البرتغالي لجزر الإنديز (1509-1515)، مرتديًا عباءة عليها صليب نيشان سانتياغو

لعب نيشان سانتياغو دورًا رائدًا في حملات الهند المبكرة، وهو مشروع إرث من عهد يوحنا الثاني. كان فاسكو دا جاما وباولو دا جاما ود. فرانسيسكو دي ألميدا ود. أفونسو دي ألبوكيركي ودوارتي دي مينيسيس، من فرسان نيشان سانتياغو.
أفاد به المؤرخ جواو دي باروس (ص. 274) قبل مغادرته إلى الهند في عام 1497، قدم ملك البرتغال مانويل الأول لفاسكو دا جاما معياره الشخصي - ليس علم المجال الحربي المألوف الذي ارتبط فيما بعد بمانويل، ولكن بالأحرى راية نيشان المسيح، والتي منها مانويل كان السيد الكبير. لكن المؤرخ جاسبار كوريا (ص. 15) تفيد أنه بمجرد مغادرة السفن لميناء لشبونة، سحب باولو دا جاما «المعيار الملكي» من الصاري. من الواضح أن آل جاما أخذوا لفتة الملك على أنها إهانة محسوبة ضد حبيبهم سانتياغو.
ومع ذلك، في السنوات اللاحقة، حدد مانويل نيشان المسيح لصيد فرسان رهبانية سانتياغو. في يناير 1505، تمكن مانويل من إقناع د. فرانسيسكو دي ألميدا بالتخلي عن سانتياغو والانتقال إلى نيشان المسيح. قام فاسكو دا جاما بنفسه بالتبديل في عام 1507. وعلى النقيض من ذلك، رفض أفونسو دي ألبوكيركي ذلك. تم دفنه في ثيابه في سانتياغو.
قضى السيد خورخي دي لينكاستر معظم حياته المهنية في محاولة للدفاع عن نيشان سانتياغو ضد تجاوزات مانويل. في مايو 1505، تمكن بالفعل من الحصول على أمر ملكي يمنع الفرسان من ترك أوامره دون إذنه الصريح. لكن سرعان ما حصل مانويل على ثيران من البابا ألكسندر السادس لتقويضه - أحدهما من يوليو 1505، مما يمنح ملك البرتغال الحق في التصرف في ممتلكات جميع الأوامر الثلاثة؛ آخر في يناير 1506، يأذن للفرسان بالتحرك بحرية من رهبان أخرى إلى نيشان المسيح.
في عام 1509، قدم د. خورخي دي لينكاستر مجموعة جديدة من القواعد لأمر سانتياغو، وأصلح إدارتها بطريقة مركزية، وجعلها أقرب لتتماشى مع قواعد إخوانهم الإسبان. ربما تم ذلك للحصول على دعم الملكية الإسبانية والبابا، ولكن دون جدوى. في عام 1516، حصل مانويل على سلطة البابا ليو العاشر لتعيين خليفة خورخي كسيد كبير لسانتياغو.

### كأمر ملكي
توفي مانويل عام 1521 وخلفه ابنه يوحنا الثالث ملك البرتغال. عندما توفي خورخي دي لينكاستر في يوليو 1550، تلقى جون الثالث ثورًا من البابا يوليوس الثالث بعد أسبوعين وعيّنه شخصيًا على أنه سيد كل من نيشان سانتياغو ونيشان أفيز. تبع ذلك الثور الثاني، برايكليرا عزيزي، الذي أصدره البابا تحت ضغط دبلوماسي كبير من قبل يوحنا الثالث في ديسمبر 1551، عيّن ملوك البرتغال أسيادًا دائمًا للأوامر العسكرية الثلاثة، المسيح، سانتياغو وأفيز، وبالتالي جلب وضع حد لاستقلال الأوامر العسكرية في البرتغال.

### العلمنة

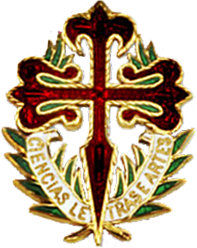
شارة النيشان

قام البابا بيوس السادس (1789) والملكة ماريا الأولى بإصلاح النيشان ليصبح مؤسسة علمانية.

### نيشان الاستحقاق
في عام 1834 عندما أصبحت الحكومة المدنية البرتغالية مناهضة لرجال الدين، بعد هزيمة الملك ميغيل في الحرب الأهلية، في ظل الملكية الدستورية، فقد النيشان ممتلكاته. تم تحويل الأوامر العسكرية القديمة من خلال الدستور الليبرالي والتشريعات اللاحقة إلى مجرد أوامر استحقاق. كما توقفت الامتيازات التي كانت ذات يوم جزءًا أساسيًا من عضوية الأنظمة العسكرية القديمة.
في عام 1910، عندما انتهت الملكية البرتغالية، ألغت جمهورية البرتغال جميع الأوامر باستثناء نيشان البرج والسيف.

## إحياء
في عام 1917، في نهاية الحرب العالمية الأولى، أعيد إنشاء بعض هذه الأوامر لمكافأة الخدمات المتميزة للدولة، مكتب جراند ماستر التابع لرئيس الدولة - رئيس الجمهورية. تمت مراجعة نظام سانت جيمس العسكري، إلى جانب أوامر الاستحقاق البرتغالية الأخرى، في عدة مناسبات، خلال الجمهورية الأولى (1910-1926)، ثم في عام 1962، ومرة أخرى في عام 1986.
تشكل نيشان القديس جيمس العسكري، جنبًا إلى جنب مع الأوامر العسكرية للمسيح وأفيز، مجموعة «الأوامر العسكرية القديمة»، التي يحكمها مستشار ومجلس من ثمانية أعضاء، معينين من قبل رئيس الجمهورية، للمساعدة له بصفته السيد الأكبر في جميع الأمور المتعلقة بإدارة الأمر. يمكن منح النيشان، على الرغم من اسمه، للبرتغاليين والأجانب لخدمات متميزة في العلوم أو الأدب أو الفن. أعلى درجة من نيشان طوق كبير، هي جائزة خاصة تُمنح فقط لرؤساء الدول الأجنبية.

## المجالات
امتلك ترتيب سانتياغو العديد من المجالات التي منحها التاج البرتغالي، كلها تقريبًا جنوب نهر تاجوس، متجمعة في منطقة سادو وألنتيخو السفلى. نظرًا لكونهم في أقصى الجنوب من بين الأوامر العسكرية البرتغالية الأربعة، كان فرسان سانتياغو أول خط مواجه ضد التوغلات من الغرب (البرتغال) في القرن الثالث عشر. تم تقسيم هذه المجالات إلى " comendas "، ومنحت بموجب الأمر في الثناء لفارس سانتياغو ("comendador") المكلف بواجب الدفاع عنها. بعد الانتهاء من غزو Algarve، استمرت comendas في كونها مصدرًا لإيرادات النيشان، الممنوح لفرسان النيشان الفردي المتميزين، الذين لا يزالون مرهونين بالخدمة العسكرية، ويتم تشغيلهم وفقًا للوائح الأمر. من حيث المبدأ، كان الكومندادور مجرد مدير مؤقت لممتلكات النيشان، على الرغم من أن بعض الرفاق تعاملوا بمرور الوقت مع الكومندا على أنها ممتلكاتهم الخاصة.
أدى الحجم الهائل والاكتناز لمجالات رهبانية سانتياغو، ونظامها القائم بذاته من الفرسان والثناء، والامتيازات الواسعة للنظام، بما في ذلك الولاية القضائية المدنية والجنائية، على هذه المجالات، إلى قيام بعض المعلقين بالإشارة إليها باعتبارها «دولة داخل دولة». كان كبار السادة في النيشان من بين أقوى الرجال في البرتغال، ووقف الرفاق في ذروة المجتمع الريفي في مناطقهم.
بحلول القرن الخامس عشر، كانت المكوّنات الكبيرة لأمر سانتياغو (من الشمال إلى الجنوب): أرودا وسانتوس (كلاهما شمال النهر)، ثم بالميلا، سيتوبال، سيسيمبرا، كابريلا، ألكاسير دو سال، توريو، غراندولا، فيريرا، سانتياغو دو كاسيم، الجيوب، الجوسترل، Messejana، Casével، Garvão، كاسترو الرأس، ميرطولا، المودوفار، وكاسيلا (على ساحل جنوب شرق الغارف).

## درجات
يأتي نيشان القديس جيمس للسيف، الذي تمنحه الحكومة البرتغالية اليوم، في ست فئات:
- طوق كبير (GColSE)، الذي يرتدي شارة النيشان على طوق خاص (سلسلة)، ونجمة النيشان من الذهب على الصدر الأيسر؛
- غراند كروس (GCSE)، الذي يرتدي شارة الأمر على طوق مذهب (سلسلة)، أو على وشاح على الكتف الأيمن، ونجمة من الذهب على الصدر الأيسر؛
- الضابط الكبير (GOSE)، الذي يرتدي شارة الأمر على طوق مذهب (سلسلة)، ونجمة الأمر بالذهب على الصندوق الأيسر؛
- القائد (ComSE)، الذي يرتدي شارة الأمر على طوق مذهّب (سلسلة)، ونجمة الأمر باللون الفضي على الصندوق الأيسر؛
- ضابط (OSE)، الذي يرتدي شارة الأمر على طوق مذهب (سلسلة)، وعلى شريط به وردة على الصدر الأيسر؛
- فارس (CavSE) أو سيده (DamSE)، والتي ترتدي شارة الأمر على طوق فضي (سلسلة)، وعلى شريط عادي على الصدر الأيسر.

## شارة

صليب سانت جيمس

- شارة النيشان عبارة عن صليب مذهّب مع مينا حمراء، على غرار شعار الأمر الموضح هنا، ولكن بذراع سفلي أطول، وتحيط به إكليل من سعف النخيل المطلي بالمينا الخضراء؛ توجد لفيفة مطلية بالمينا البيضاء، تحمل أسطورة "Ciência Letras e Artes" (الأدب العلمي والفن)، أسفل الشارة. (لا تحتوي شارة طوق كبير على تمرير، وإكليل من الغار بدلاً من النخيل.) خلال النظام الملكي، كان القلب الأقدس للمسيح يعلو الشارة.
- يحتوي نجم النيشان على 22 ذراعاً غير متناظرة من الأشعة، مطلية بالذهب لـ طوق كبير والصليب الكبير والضابط الأكبر، وبالفضة للقائد. القرص المركزي مطلي بالمينا البيضاء وبداخله صورة مصغرة للشارة الحديثة. خلال النظام الملكي، كان قلب المسيح الأقدس يوضع على قمة النجمة.
- شريط النيشان هو أرجواني عادي.

## روابط خارجية
- الصفحة الرئيسية للطلب، مع صور الشارات وشرح الدرجات المتعددة باللغة البرتغالية
- صليب القديس جيمس، تاريخ صليب سانت جيمس الذي استخدمه نيشان القديس جيمس للسيف باللغة الإنجليزية